# Альвар
Альвар (от шведского alvar — специальный термин для обозначения данного типа ландшафта, существовавший в этом значении уже в древнешведском языке) — сложенная известняком безлесная поверхность, на которой формируется маломощная плодородная альварная почва.
Альвары характерны для северной части Эстонии, в том числе для острова Сааремаа. В Ленинградской области характерны для Ижорской возвышенности, в частности, Волосовского района. Покрыты разнотравьем и можжевельником.
Встречаются редкие и охраняемые виды травянистых растений, например, сааремаский погремок.